# غلين لويس (مغني)
غلين لويس هو مغني كندي، ولد في 13 مارس 1975.

## وصلات خارجية
- غلين لويس على موقع IMDb (الإنجليزية)
- غلين لويس على موقع ميوزك برينز (الإنجليزية)
- غلين لويس على موقع أول ميوزيك (الإنجليزية)
- غلين لويس على موقع ديسكوغز (الإنجليزية)